# Lee Kwang-soo
Lee Kwang Soo (en hangul, 이광수; Namyangju, 14 de julio de 1985) es un modelo, actor y animador surcoreano. Es conocido en particular por conformar el reparto principal del programa Running Man.

## Carrera
Es miembro de la agencia "King Kong by Starship" (previamente conocida como "King Kong Entertainment") de Starship Entertainment (스타쉽 엔터테인먼트). En julio del 2020 renovó su contrato con la agencia.
Lee Kwang Soo empezó su carrera artística como modelo en el año 2007. 
Hizo su debut en la actuación en el sitcom Here He Comes transmitido en 2008, seguido de High Kick Through The Roof.
En 2010 su popularidad aumentó cuando se unió como parte del elenco del programa de variedades Running Man. En 2010 y 2011, ganó como Nueva estrella y como Artista revelación en programa de variedades, respectivamente, en los SBS Entertainment Awards. El 26 de abril de 2021 se anunció que Kwang-soo había decidido dejar el programa después de 11 años, para concentrar en su recuperación, después de sufrir un accidente automovilístico en febrero del año pasado del cual todavía no se había recuperado completamente. También se anunció que su última aparición sería el 24 de mayo del mismo año.
En 2012, Kwang Soo obtuvo roles secundarios en las comedias románticas Wonderful Radio y All About My Wife, y en la serie de suspenso The Scent. A finales de año, se reunió con su excompañero de Running Man y mejor amigo en la vida real, Song Joong Ki, en la serie The Innocent Man.
En 2013, Kwang Soo participó como actor de doblaje en la película animada Maritime Police Marco, donde le dio voz al personaje principal, Marco. Mientras que su compañera de Running Man, Song Ji Hyo, le dio voz a la protagonista femenina, Lulu. 
Kwang Soo se integró al reparto del drama histórico Goddess of Fire, donde obtuvo su primer rol antagónico e interpretó al Príncipe Imhae. Así mismo, fue escogido como el protagonista masculino de la miniserie Secret Love, donde compartió roles con la exmiembro de Kara, Nicole Jung, la serie fue emitida durante el festival de Chuseok.
El 17 de agosto de 2013, Kwang Soo celebró su primera reunión con fanes, en su carrera, en Singapur. Donde atrajo a 2000 personas y fue considerado un éxito. Así mismo, realizó otra reunión en Malasia el 4 de enero de 2014 y atrajo a casi 3000 fanes.
En 2014, Kwang Soo obtuvo su primer rol mayor en la pantalla grande, en la película Confession (conocida también como Good Friends). Siendo del estilo neo-noir, cuenta la historia de tres amigos (interpretados por él, Ji Sung y Joo Ji Hoon) que se ven envueltos en un caso de asesinato.
Retornó a la televisión con It's Okay, That's Love, donde interpreta a un paciente con síndrome de Tourette, un desorden neurológico caracterizado por movimientos estereotipados y repetitivos llamados tics.
Se reunió con Hwang Changsung (2PM) para protagonizar la película A Dynamite Family, que narra la historia de cinco hermanos llenos de disputas, que viven la villa de Deoksu.
En 2015, Kwang Soo protagonizó la película Mutant (lanzada internacionalmente como Collective Invention). La película se exhibió en la sección Vanguardista de la edición 2015 del Festival Internacional de Cine de Toronto, siendo la primera vez que el actor asiste a la alfombra roja de un evento internacional.
El 20 de septiembre del 2017 se anunció que se uniría al nuevo programa The Culprit is You (también conocida como "Busted!") junto a Yoo Jae-suk, Park Min-young, Sehun, Kim Sejeong, Ahn Jae Wook y Kim Jong Min, en un nuevo reality show, el cual será estrenado en el 2018.
En mayo del 2018 se anunció que se había unido al elenco de la película My Exceptional Friend donde dará vida a Dong Goo, un hombre con excelentes habilidades atléticas y salud física. A finales de julio del mismo año se reportó que se encontraba en pláticas para unirse al elenco de la película Tazza 3.
En agosto del 2019 se anunció que se había unido al elenco de la película Sinkhole donde dará vida a Kim Seung-hyun.
En junio de 2020 año se anunció que se había unido al elenco de Piratas: El último tesoro de la corona, la secuela de la película de 2014 The Pirates, donde interpretará a Mak Yi, un pirata que prefiere trabajar solo.
En abril de 2022 se unió al elenco principal de la serie The Killer's Shopping List, donde da vida a Ahn Dae-sung, un perceptivo cajero de supermercado con una memoria impresionante.

## Filmografía

### Cine
| Año  | Título                                 | Rol                           | Notas                       | Ref.                        |
| ---- | -------------------------------------- | ----------------------------- | --------------------------- | --------------------------- |
| 2011 | Battlefield Heroes                     | Moon Di                       |                             |                             |
| 2012 | Wonderful Radio                        | Cha Dae Keun                  |                             |                             |
| 2012 | The Scent                              | Gi Poong                      |                             |                             |
| 2012 | All About My Wife                      | PD Choi, presentador de radio |                             |                             |
| 2013 | A Wonderful Moment                     | Kim Jeong Il                  |                             |                             |
| 2013 | Maritime Police Marco                  | Marco                         | Voz (animación)             |                             |
| 2013 | Walking with Dinosaurs                 | Patchi                        | Doblaje coreano (animación) | [ 23 ]                      |
| 2014 | Confession                             | Min Soo                       |                             |                             |
| 2014 | A Dynamite Family                      | Alguacil Park                 |                             |                             |
| 2015 | Collective Invention                   | Park-goo ("Hombre Pez")       |                             |                             |
| 2018 | The Accidental Detective 2: In Action  | Yeo Chi                       |                             |                             |
| 2019 | Inseparable Bros                       | Park Dong-goo                 |                             |                             |
| 2021 | Sinkhole                               | Kim Seung-hyun                |                             | [ 24 ]                      |
| 2021 | Happy New Year                         | Sang-hoon                     |                             | [ 25 ] [ 26 ] [ 27 ]        |
| 2022 | Piratas: El último tesoro de la corona | Mak Yi                        |                             | [ 28 ] [ 29 ] [ 30 ] [ 31 ] |

### Series de televisión
| Año     | Título                     | Rol                     | Canal     | Notas                               | Ref.                 |
| ------- | -------------------------- | ----------------------- | --------- | ----------------------------------- | -------------------- |
| 2008    | The Scale of Providence    | Oh Kwang Chul           | SBS       |                                     |                      |
| 2008-09 | Here He Comes              | Lee Man Soo             | MBC       |                                     |                      |
| 2009-10 | High Kick Through The Roof | Lee Kwang Soo           | MBC       |                                     |                      |
| 2010    | Dong Yi                    | Park Young Dal          | MBC       |                                     |                      |
| 2011    | City Hunter                | Ko Ki Joon              | SBS       |                                     |                      |
| 2011-12 | Bachelor's Vegetable Store | Nam Yoo Bong            | Channel A |                                     |                      |
| 2012    | The Innocent Man           | Park Jae Gil            | KBS2      |                                     |                      |
| 2013    | Dating Agency: Cyrano      | Choi Dal In             | tvN       | Cameo, ep. 6-8                      | [ 32 ]               |
| 2013    | Goddess of Fire            | Príncipe Imhae          | MBC       |                                     |                      |
| 2013    | Potato Star 2013QR3        | primer amor de Bo Young | tvN       | Cameo, ep.18                        | [ 33 ]               |
| 2014    | Secret Love                | Lee Tae-yang            | Dramacube | Episodios 7-8                       |                      |
| 2014    | It's Okay, That's Love     | Park Soo Kwang          | SBS       |                                     |                      |
| 2015    | The Girl Who Sees Smells   | Él mismo                | SBS       | Cameo con el reparto de Running Man |                      |
| 2016    | Puck!                      | Cho Joon Man            | SBS       |                                     | [ 34 ]               |
| 2016    | Descendientes del sol      |                         | KBS2      | Cameo                               |                      |
| 2016    | Entourage                  | Chan Joon               | tvN       |                                     |                      |
| 2016    | Dear My Friends            | Yoo Min Ho              | tvN       |                                     |                      |
| 2018    | Live                       | Yeom Sang-soo           | tvN       |                                     | [ 35 ]               |
| 2022    | The Killer's Shopping List | Ahn Dae-sung            | tvN       |                                     | [ 36 ] [ 37 ] [ 38 ] |
| 2025    | Karma                      | An Kyung-nam            | Netflix   | Serie web en ocho episodios         | [ 39 ]               |
| 2025    | Seguro de divorcio         | An Jeong-man            | tvN       |                                     | [ 40 ] [ 41 ]        |

### Programas de variedades
| Año             | Título                                         | Canal       | Función                      | Ref.          |
| --------------- | ---------------------------------------------- | ----------- | ---------------------------- | ------------- |
| 2009            | Introducing a Star's Friend                    | MBC         | Invitado (Ep. 56-57)         |               |
| 2009            | Star Golden Bell                               | KBS2        | Invitado (Ep. 230)           |               |
| 2010            | Come to Play                                   | MBC         | Invitado (Ep. 286)           |               |
| 2010            | Strong Heart                                   | SBS         | Invitado (Ep. 25-26)         |               |
| 2010-21         | Running Man                                    | SBS         | Elenco principal             | [ 42 ] [ 43 ] |
| 2011            | Happy Together 3                               | KBS2        | Invitado (Ep. 229)           |               |
| 2012            | Yoon Do-hyun's MUST                            | Mnet        | Invitado (Ep. 54)            |               |
| 2013            | Gag Concert                                    | KBS2        | Invitado (Ep. 681)           |               |
| 2014            | Taxi                                           | tvN         | Invitado (Ep. 336)           |               |
| 2014            | Magic Eye                                      | SBS         | Invitado (Ep. 1)             |               |
| 2015            | Perhaps Love/If You Love                       | Hubei TV    | Elenco principal - Temp. 2   | [ 44 ]        |
| 2015            | Inkigayo                                       | SBS         | Presentador especial         | [ 45 ]        |
| 2015            | Healing Camp                                   | SBS         | Aparición especial (Ep. 195) | [ 46 ]        |
| 2015            | The Amazing Race (China)                       | Shenzhen TV | Invitado especial - Temp. 2  | [ 47 ]        |
| 2017            | Big Picture                                    |             | Invitado                     |               |
| 2018-19, 2021   | Busted! S1                                     | Netflix     | Elenco principal             |               |
| 2020            | Three Meals A Day                              |             | Invitado                     | [ 48 ]        |
| 2021            | House on Wheel: Lending You My House on Wheels | tvN         | miembro                      | [ 49 ] [ 50 ] |
| 2022            | Unexpected Business 2 (Boss by Chance 2)       | tvN         | invitado (ep. #1-6)          | [ 51 ] [ 52 ] |
| 2022 - presente | The Zone: Endure to Live                       |             | miembro                      | [ 53 ]        |

### Aparición en videos musicales
| Año  | Canción                   | Artista                                 | Ref.   |
| ---- | ------------------------- | --------------------------------------- | ------ |
| 2011 | «격산타우 (Kyuksantawoo)» | LeeSsang                                |        |
| 2012 | «Busan Vacance»           | Skull y HaHa                            |        |
| 2012 | «Fanta CF»                | Baek Jin Hee y Kang Seung Yoon (WINNER) |        |
| 2013 | «Fanta Idol Season 1»     | Jung Eunji (A Pink) y Niel (Teen Top)   | [ 54 ] |
| 2013 | «Fanta Idol Season 2»     | Niel (Teen Top) y A Pink                |        |
| 2013 | «You Are the Best»        | Byul                                    | [ 55 ] |
| 2013 | «Runaway»                 | KARA                                    |        |
| 2015 | «Again»                   | Turbo                                   | [ 56 ] |
| 2015 | «Daddy»                   | PSY                                     |        |

### Eventos
| Año  | Título                  | Lugar | Notas       | Ref.   |
| ---- | ----------------------- | ----- | ----------- | ------ |
| 2019 | 2019 Asia Artist Awards | Hanói | (asistente) | [ 57 ] |

### Presentador
| Año  | Evento                    | Notas                                           |
| ---- | ------------------------- | ----------------------------------------------- |
| 2021 | 57th Baeksang Arts Awards | presentador de categoría - junto a Kim Sae-byuk |
| 2019 | 2019 MAMA Awards          | presentador de categoría                        |

### Anuncios
- 2008: KTF SHOW Year-Old College Students
- 2008: Condition Power
- 2008: Happy Point Card
- 2011: Outback Steakhouse
- 2012: Fanta
- 2012: Pepero - Lotte Confectionery
- 2012: Outback Steakhouse
- 2012: Samsung Electronics Galaxy R
- 2013: QTV
- 2013: Post Box
- 2013: Fanta[58]
- 2013: SK Energy
- 2013: Mambo
- 2013: Cosmo Men
- 2015: Line Malasia[59]
- 2015: Frutips Hong Kong[60]
- 2015: Ocean World junto a Nana[61]
- 2016: RAV4 Hybrid de Toyota USA [62]

## Premios y nominaciones
| Año  | Premio                           | Categoría                                     | Trabajo nominado       | Resultado | ref.          |
| ---- | -------------------------------- | --------------------------------------------- | ---------------------- | --------- | ------------- |
| 2008 | 2nd Mnet 20's Choice Awards      | Estrella de comerciales                       | Él mismo               | Ganador   |               |
| 2009 | 4th Asia Model Festival Awards   | Modelo de comerciales                         | Él mismo               | Ganador   |               |
| 2010 | SBS Entertainment Awards         | Nueva estrella                                | Running Man            | Ganador   |               |
| 2011 | SBS Entertainment Awards         | Artista revelación en Variedades              | Running Man            | Ganador   |               |
| 2012 | 48th Baeksang Arts Awards        | Mejor nuevo actor                             | Wonderful Radio        | Nominado  |               |
| 2012 | 33rd Blue Dragon Film Awards     | Mejor nuevo actor                             | All About My Wife      | Nominado  |               |
| 2012 | KBS Drama Awards                 | Mejor actor de reparto                        | The Innocent Man       | Nominado  |               |
| 2013 | SBS Entertainment Awards         | Premio a la amistad                           | 'Running Man           | Ganador   |               |
| 2013 | SBS Entertainment Awards         | Elección de espectadores: Artista más popular | 'Running Man           | Ganador   |               |
| 2014 | 7th Korea Drama Awards           | Premio a la excelencia, Actor                 | It's Okay, That's Love | Ganador   |               |
| 2014 | 3rd APAN Star Awards             | Premio a la popularidad, Actor                | It's Okay, That's Love | Ganador   |               |
| 2014 | SBS Entertainment Awards         | Premio a la excelencia en Variedades          | Running Man            | Ganador   |               |
| 2014 | SBS Drama Awards                 | Premio especial, Actor en Miniseries          | It's Okay, That's Love | Ganador   |               |
| 2015 | Fashionista Awards               | Mejor fashionista masculino                   | Él mismo               | Ganador   |               |
| 2016 | Sina Weibo Night Awards          | Más popular en Asia                           | Él mismo               | Ganador   |               |
| 2018 | 12th SBS Entertainment Award     | Mejor Equipo                                  | Elenco de Running Man  | Ganador   | [ 63 ]        |
| 2018 | 12th SBS Entertainment Award     | Más Popular                                   | Running Man            | Ganador   | [ 63 ]        |
| 2019 | 40th Blue Dragon Film Award      | Mejor actor de reparto                        | Inseparable Bros       | Nominado  | [ 64 ]        |
| 2019 | 40th Blue Dragon Film Award      | Popular Star Award                            |                        | Ganador   | [ 65 ]        |
| 2019 | Asia Artist Award                | AAA Scene Stealer                             | -                      | Ganador   | [ 66 ]        |
| 2019 | Asia Artist Award                | Best K-Culture (Actor)                        | -                      | Ganador   | [ 67 ]        |
| 2019 | 2019 SBS Entertainment Award     | SNS Star Award                                | Running Man            | Ganador   | [ 68 ]        |
| 2020 | 56th Baeksang Arts Award         | Mejor actor de reparto en cine                | Inseparable Bros       | Ganador   | [ 69 ] [ 70 ] |
| 2021 | 40th Golden Cinema Film Festival | Best Supporting Actor                         | Inseparable Bros       | Ganador   | [ 71 ]        |